# حسادت (نقاشی)
حسادت (نروژی: Sjalusi) یک نقاشی کشیده شده توسط هنرمند نروژی، ادوارد مونک، است. مونک در طول کل عمرش حدود ۱۱ نسخه از حسادت کشید. اولین نقاشی در سال ۱۸۹۵ و آخرین در دهه ۱۹۳۰ میلادی کشیده شدند. این آثار به شیوه‌های مختلفی درست شدند.

## نگارخانه

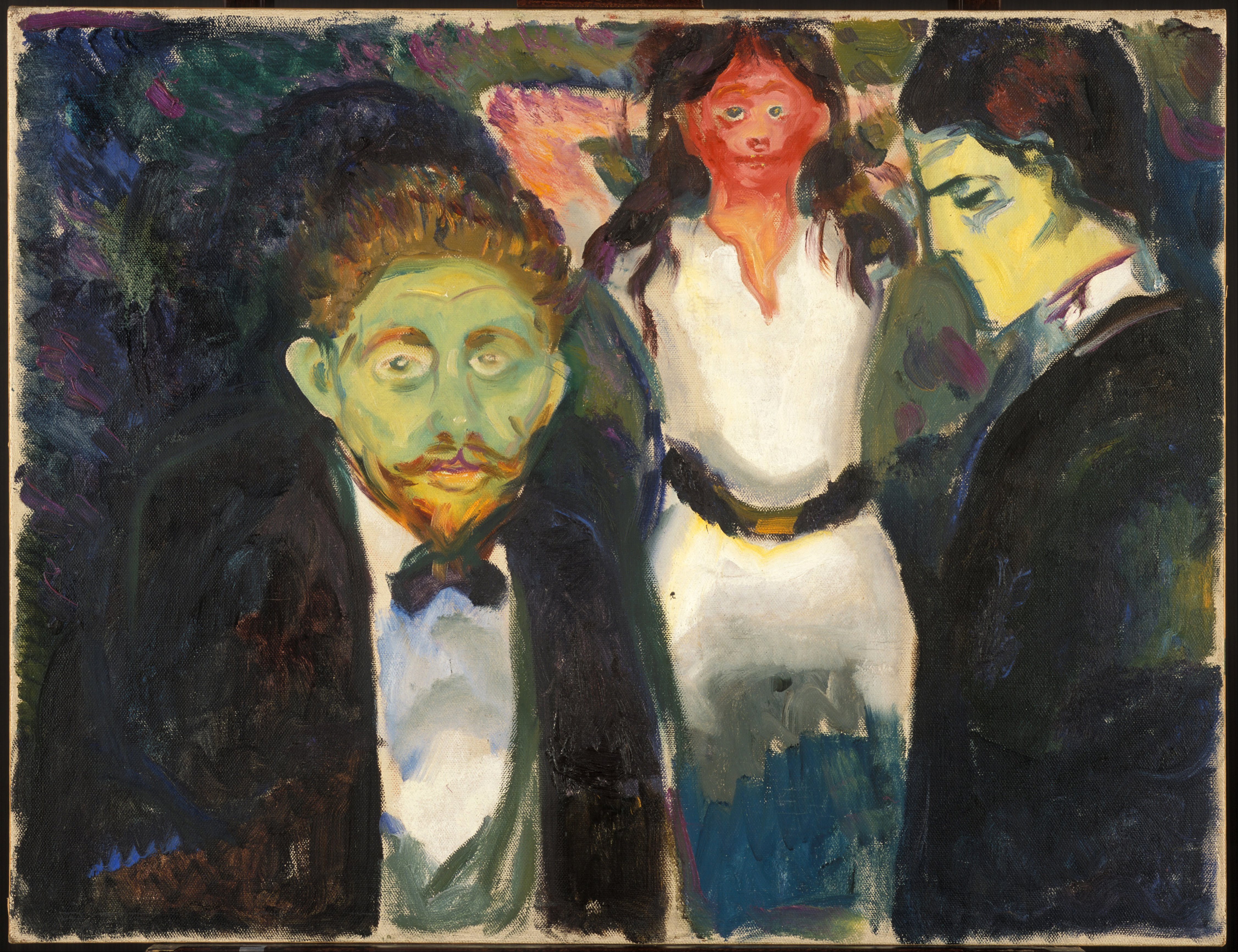
واقع در موزه مونک، احتمالاً نقاشی شده در سال ۱۹۰۷.
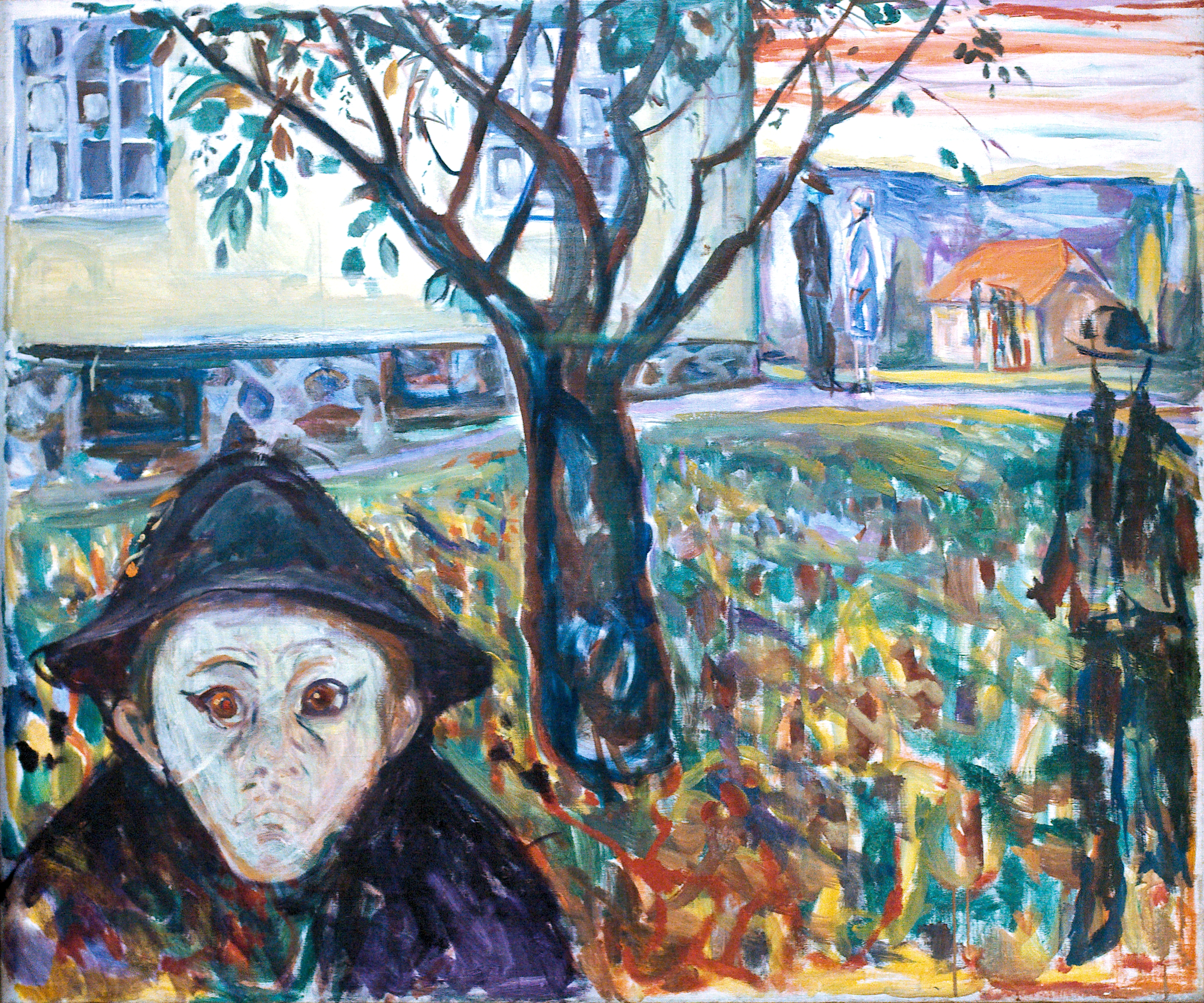
این نسخه، که واقع در موزه مونک است، به نام حسادت در باغ بود و احتمالاً تکمیل شده بین سال‌های ۱۹۲۹ و ۱۹۳۰.
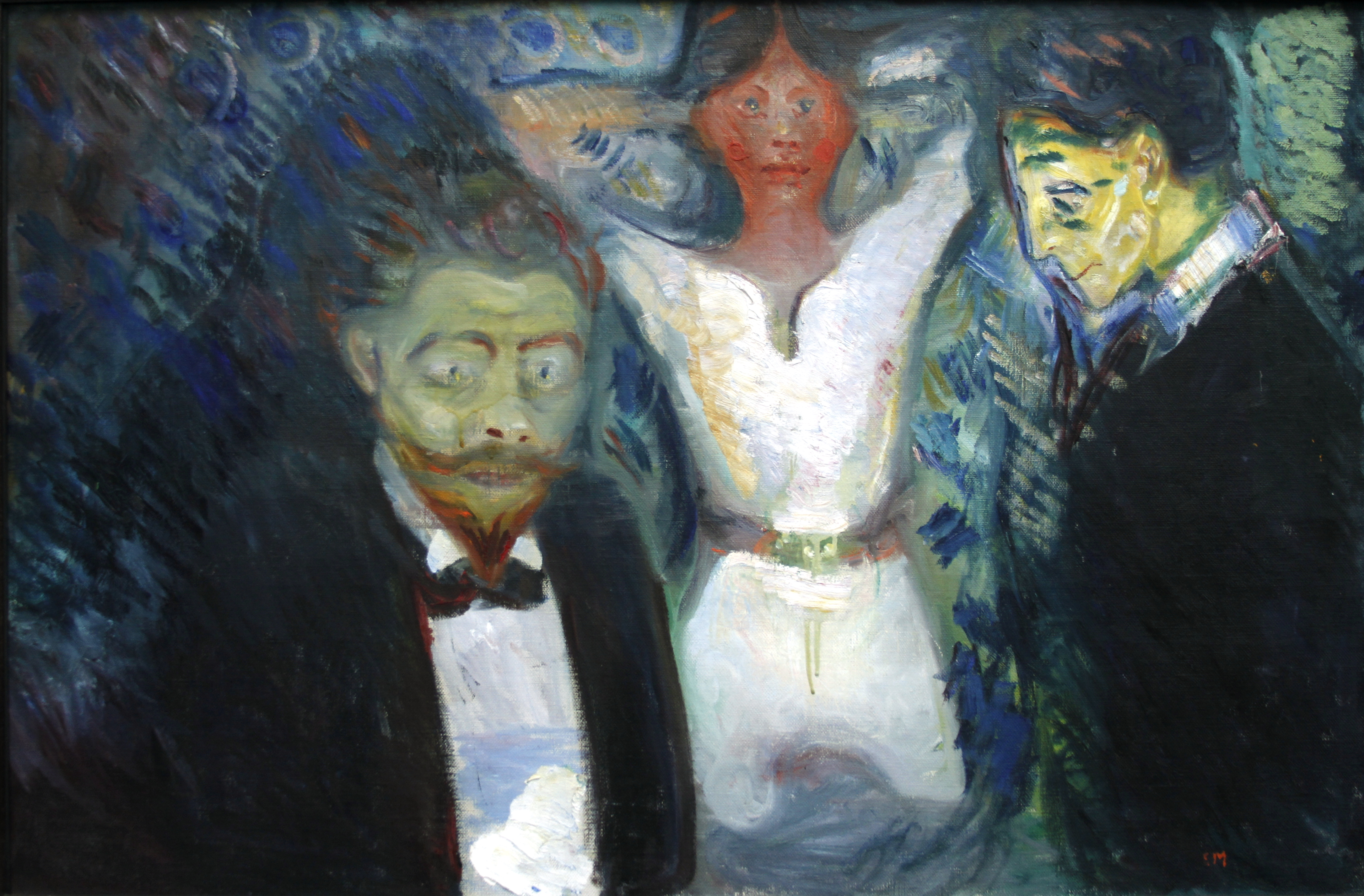